# بشارة مرجية
بشارة مرجية (بالعبرية: בשארה מרג'יה) ولد بشارة مرجية عام 1954 وهو اديب ومترجم عربي – فلسطيني.
الدكتور بشارة مرجية
ولد عام 1954 في قرية يافة الناصرة ، وأنهى الابتدائية في قريته الحبيبة ، والثانوية في مدينة الناصرة . حصل على اللقب الأول بامتياز ، في موضوع اللغة العربية من جامعة حيفا ، وعلى اللقبين الثاني والثالث ، من جامعة تل أبيب ، بعد ان قدم رسالة رائعة عن : شخصية المرأة في الأدب العربي القديم مع تحقيق كتاب العنوان في مكايد النسوان ، والتي لاقت استحسانا كبيرا ، ودرجة عالية ، عند القارئين في الجامعة ، وقد طبعت في الأردن ، وترجمت الى اللغة الإنجليزية، وأصدرت في ألمانيا .
عمل الدكتور بشارة محاضرا في : جامعة حيفا ، الجامعة المفتوحة ، كلية منشة ، وكلية سخنين ، كما وعمل مديرا لمركز أدب الأطفال العرب القطري ، وخدم الأطفال العرب في المدارس الابتدائية ، من شمالي البلاد حتى جنوبها ، ومعلما ومربيا ومركزا تربويا في ثانوية يافة الناصرة .
خرج للتقاعد عام 2021 ، بعد خمس وأربعين سنة في مهنة التعليم ، قضاها في خدمة الطلاب والطالبات ، زارعا فيهم شغف العلم والمعرفة ، والانتماء الى الوطن ومسقط الرأس ، وعشق اللغة العربية والافتخار بها .
الدكتور بشارة متزوج من امراة رائعة ( أم شادي) ، وعنده بنت غالية وهي الدكتورة لمى مرجية زهر ( أم زيدان) ، وولدان: الدكتور شادي مرجية ( أبو بشارة ) ، والكوافير فادي مرجية ( أبو لامار) .
ألف وترجم الدكتور بشارة، أكثر من سبعين كتابا في الأدب العربي وأدب الأطفال ، وما زال يؤلف ويكتب حتى هذا اليوم .
نشر الدكتور بشارة حوارات ومقالات حول أدب الأطفال في أكثر من ثلاثين دولة عربية وأجنبية ، ومنها:
مصر، الكويت ، الجزائر ، المغرب ، سوريا ، العراق ، فلسطين ، السعودية ، الأردن ، بريطانيا ، أمريكا ، موريتانيا ، إيطاليا ، تشاد ، رومانيا ، استراليا ، الامارات ، ويلز ، كندا ، وغيرها
حصل الدكتور بشارة على جائزة رئيس الدولة في الادب العربي عام 2005 ، وعلى لقب عزيز الوسط العربي من مؤسسة المراكز الجماهيرية عام 2006 ، وعلى جائزة الابداع من وزارة الثقافة عام 2017 .
مرجية متزوج ولديه ثلاثة أبناء ويعيش في الناصرة.

## كتبه
- شخصية المرأة في الادب العربي القديم
- تحقيق كتاب العنوان في مكايد النسوان
- عبد الرحمن الخميسي وقصة النوم
- المستويات اللغوية في رواية المصابيح الزرق لحنا مينة
- عائشة أم المؤمنين وحادثة الافك
- المبنى والشكل في ديوان سقط الزند لأبي العلاء المعري
- نجيب محفوظ والقاهرة الجديدة
- المطابقة في البلاغة العربية
- أدب الكدية
- النبي يوسف عليه السلام
- أدب الأطفال بين الواقع والخيال
- قصص الأطفال رسالات لبناء الأجيال
- الأطفال والابداعات من خلال القصص والحكايات
- الحزازير والفوازير لكشف مواهب الصغير
- تخويف الأطفال هدم للأجيال
- اللعب عند الأطفال يحقق الآمال
- الترجمة للأطفال تثقيف واتصال
- الأطفال والتربية الجنسية رسالة تربوية ودينية
- العنف ضد الأطفال يقودهم للجنوح والإهمال
- الأغاني والأشعار للأطفال الصغار
- مواهب الأطفال ابداعات وأشكال
- تشجيع الأطفال على القراءة والاتصال
- الأطفال والانترنت
- تطور لغة الأطفال
- الألوان والأشكال في تعليم الأطفال
- القصص الواقية للصفوف الثانية
- القصص لحادثة للصفوف الثالثة
- القصص اليانعة للصفوف الرابعة
- القصص الهامسة للصفوف الخامسة

- المجموعة الثانية : قصص الأطفال
- ما أحلى صفي الجديد
- أمي الحبيبة
- في داخلي أسئلة
- قرر فادي أن يتبرع بأعضائه
- أتعلم في قريتي
- أفتخر بعائلتي
- هدية عيد الأضحى المبارك
- لمى والهاتف الخلوي
- أنا في حيرة
- علمت جدي
- علمني جدي

- المجموعة الثالثة: القصص المترجمة
- سروال أبي الجديد
- الأميرة ورغيف الخبز الحقيقي
- يبدأ ببوم وينتهي بطراخ
- سيمفونية المدينة
- الولد الأقوى في الروضة
- شادي والطائرة الورقية
- دجاجة أم ديك
- تامر والقبعة السحرية السوداء
- النشال الصغير
- سعيد والبحر
- القطة مومو
- تامر يقابل أرنبا
- مريم وورقة الشجرة
- حكاية الجوزات الثلاث
- حمدان لديه أرجل كثيرة
- صلاة الليل
- في النهار أيضا وفي الليل أيضا
- قزم الشمس والضجيج داخلها
- سري
- عناق
- سر لمى
- حكاية الشجرة الصغيرة
- حكاية زهرة القلب الذهبي
- فوق الجسر الصغير
- حكاية الكوكب الذي سقط على الأنقوعة
- من يريد كيس طحين؟
- لا تستطيع اللحاق بي
- صديقان وسحر
- جزيرة يشكا
- مغامرة على المسرح

- المجموعة الرابعة : الكتب الجاهزة ( التي لم تطبع بعد)
- القصص الهامسة للصفوف السادسة (كتاب تعليمي)
- القصص الرائعة للصفوف السابعة (كتاب تعليمي)
- مصروفي اليومي أمانة (قصة للأطفال)
- أنا والحاسوب (شعر للأطفال)
- الأطفال هم رجال المستقبل (قصة للأطفال)
- نجاحي من صفاتي (شعر للأطفال)
- لامار الطفلة المبدعة (قصة للأطفال)
- بالرفق وليس بالعنف (قصة للأطفال)
- ذكاء الطفل زيدان (قصة للأطفال)
- قصة يسوع المسيح (للأطفال)
- مسرح الطفل (بحث)
- التنمر لدى الأطفال (بحث)
- تثقيف الأطفال (بحث)
- التوحد لدى الأطفال(بحث)
- صعوبات التعلم لدى الأطفال (بحث)
- الأطفال والألعاب الالكترونية (بحث)
- العناد عند الأطفال (بحث)